# Косолапов, Виктор Григорьевич
Виктор Григорьевич Косолапов (26.01.1922—22.09.1990) — командир отделения взвода пешей разведки 721-го стрелкового полка (205-я стрелковая Гдынская ордена Суворова дивизия), 19-я армия, 2-й Белорусский фронт), ефрейтор, участник Великой Отечественной войны, кавалер ордена Славы трёх степеней.

## Биография
Родился 26 января 1922 года в селе Малая Анновка, ныне в Кировоградской области (Украина), в крестьянской семье. Украинец. В 1938 году окончил 7 классов. Жил в городе Ленинград (ныне Санкт-Петербург). Работал на заводе такелажником.
В Красной Армии с 15 июля 1941 года, призван Подпорожский РВК, Ленинградская область. В действующей армии с 19 сентября 1941 года. Воевал на Карельском и 2-м Белорусском фронтах. Принимал участие в обороне Заполярья и Восточно-Померанской наступательной операции. В боях был ранен.
В. Г. Косолапов проходил службу в составе разведывательного отряда штаба 32-й армии. С 20 апреля по июль 1943 года, в общей сложности 22 дня находился в тылу врага, проводил разведку и передавал сведения о составе группировки и передвижении войск, размещении огневых средств и резервов.
Разведчик разведывательного взвода отдельного лыжного батальона (367-я стрелковая дивизия, 32-я армия, Карельский фронт) ефрейтор Косолапов 1 февраля 1944 года вместе с группой бойцов находился в тылу противника в районе города Медвежьегорск (Карелия). Одним из первых ворвался в расположение врага и взял «языка» вместе с важными документами. Прикрывая отход группы захвата, ликвидировал 5 солдат.
Приказом командира 367-й стрелковой дивизии генерал-майора Чернухи Н. А. 3 февраля 1944 года ефрейтор Косолапов Виктор Григорьевич награждён орденом Славы 3-й степени.
В период Восточно-Померанской наступательной операции командир отделения В. Г. Косолапов со своим отделением взвода пешей разведки 721-го стрелкового полка (205-я стрелковая дивизия, 19-я армия, 2-й Белорусский фронт) 26 февраля 1945 года проникло в районе города Хаммерштайн (ныне Чарне, Польша) в тыл противника и вступило в бой. Во время схватки истреблено свыше 20 гитлеровцев.
Приказом командующего 19-й армии от 29 апреля 1945 года ефрейтор Косолапов Виктор Григорьевич награждён орденом Славы 2-й степени.
В наступательных боях на Гдынском направлении (Польша) с 24 февраля до 3 апреля 1945 года Виктор Косолапов с группой бойцов подобрался к вражескому блиндажу и забросал его гранатами. В результате 4 немецких солдата были уничтожены и 3 захвачены в плен. Выполнив боевую задачу, группа без потерь вернулась в расположение полка.
Приказом командующего 19-й армии от 11 мая 1945 года ефрейтор Косолапов Виктор Григорьевич награждён вторым орденом Славы 2-й степени.
В ноябре 1946 года демобилизован. Вернулся в родные края. В 1954 году окончил сельскохозяйственную школу по подготовке председателей колхозов. Работал бригадиром, агрономом, председателем колхоза, председателем совета в селе Чечелиевка Петровского района Кировоградской области (Украина).
Указом Президиума Верховного Совета СССР от 24 октября 1966 года в порядке перенаграждения Косолапов Виктор Григорьевич награждён орденом Славы 1-й степени.
Старшина в отставке (1968).
Умер 22 сентября 1990 года. Похоронен в селе Чечелиевка (Александрийский район, Кировоградская область).

## Награды
- Орден Трудового Красного Знамени (11.03.1985)[4]
- Орден Отечественной войны I степени (11.03.1985)[4]
- Орден «Знак Почёта» (11.03.1985)[4]
- Полный кавалер ордена Славы:
  - орден Славы I степени (24.10.1966)[5];
  - орден Славы II степени (29.04.1945)[6];
  - орден Славы III степени (03.02.1944)[7];
- медали, в том числе:
  - «За отвагу» (29.12.1943)[8]
  - «В ознаменование 100-летия со дня рождения Владимира Ильича Ленина» (6 апреля 1970)
  - «За победу над Германией в Великой Отечественной войне 1941—1945 гг.» (9 мая 1945[9])[10]

- - «За оборону Советского Заполярья» (9.6.1945)
  - «20 лет Победы в Великой Отечественной войне 1941—1945 гг.» (7 мая 1965[11])
  - «30 лет Победы в Великой Отечественной войне 1941—1945 гг.»[12]
  - 40 лет Победы в Великой Отечественной войне 1941—1945 гг.[13]
  - «50 лет Вооружённых Сил СССР» (26 декабря 1967[14])
- Знак «25 лет победы в Великой Отечественной войне» (1970)

## Память
- На могиле установлен надгробный памятник
- Его имя увековечено в Главном Храме Вооружённых сил России, и навсегда запечатлено на мемориале «Дорога памяти»
- В селе Чечелиевка именем В. Г. Косолапова названа улица.